# طيران تجاري

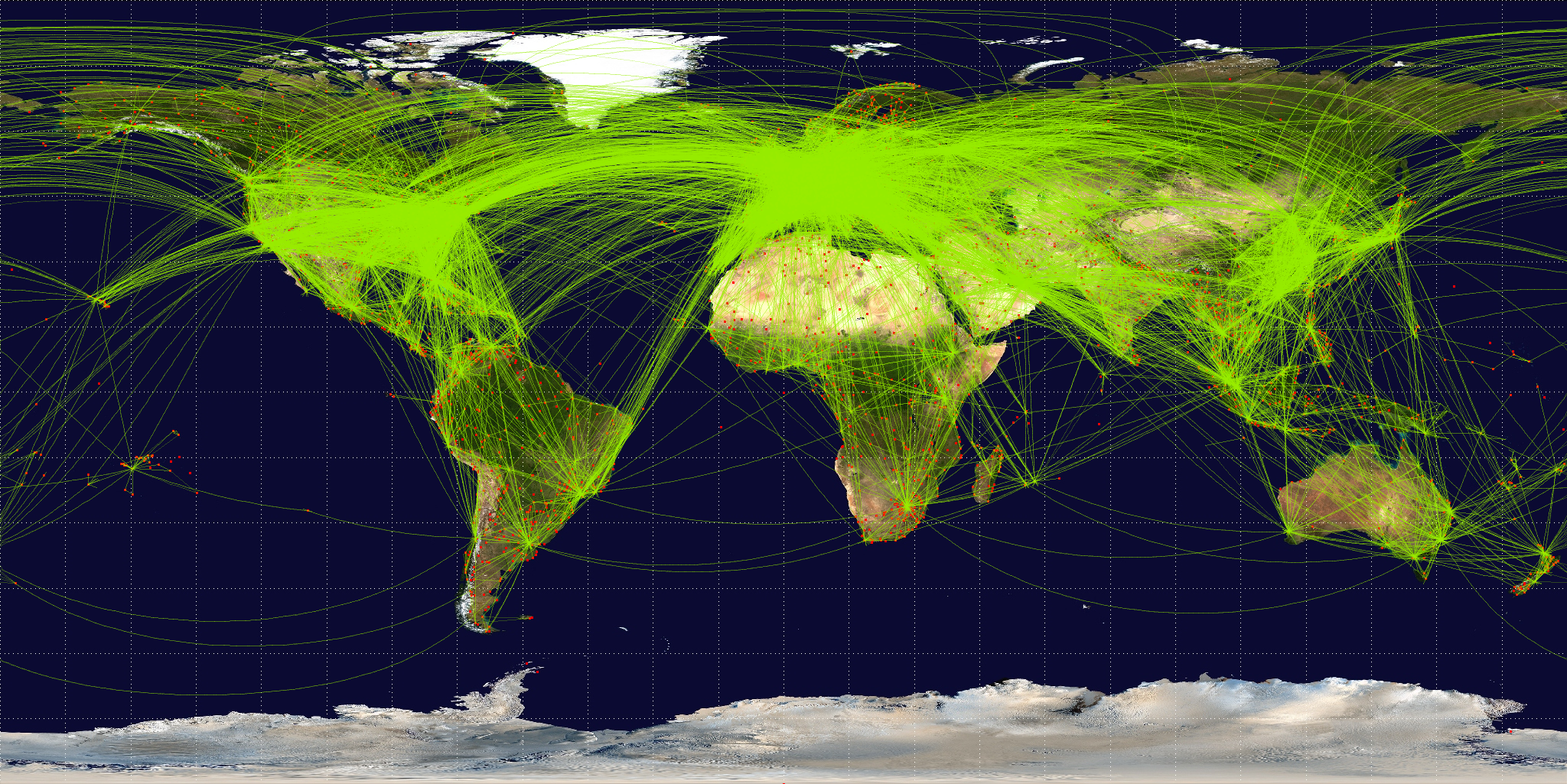
خريطة طريق حركة الطيران التجارية المجدولة في العالم ، 2009

الطيران التجاري هو جزء من الطيران المدني يتضمن تشغيل الطائرات مقابل أجر أو استئجار، على عكس الطيران الخاص.

## تعريف
الطيران التجاري ليس فئة محددة بدقة. تعتبر جميع عمليات النقل الجوي التجاري والأعمال الجوية طيرانًا تجاريًا، بالإضافة إلى بعض رحلات الطيران العام.
يُعرَّف النقل الجوي التجاري بأنه عملية تتم بطائرة، وتتضمن نقل الركاب أو البضائع أو البريد مقابل أجر أو استئجار. وتشمل عمليات النقل الجوي المجدولة وغير المجدولة. يُعرَّف العمل الجوي بأنه عملية لطائرة تُستخدم فيها طائرة لأداء خدمات متخصصة مثل الزراعة، والبناء، والتصوير، والمسح، والمراقبة والدوريات، والبحث والإنقاذ، والإعلان، إلخ. يشمل الطيران العام الأنشطة التجارية مثل طيران الشركات والأعمال، فضلاً عن الأنشطة غير التجارية مثل الطيران الترفيهي.
تتطلب معظم أنشطة الطيران التجاري على الأقل رخصة طيار تجاري (CPL)، وبعضها يتطلب رخصة طيار النقل الجوي (ATPL). في الولايات المتحدة، يجب أن يحمل الطيار المسؤول عن طائرة تعمل مع شركات النقل الجوي المنتظمة رخصة طيار نقل جوي. في المملكة المتحدة، يجب أن يحمل الطيارون رخصة طيار نقل جوي قبل أن يصبحوا طيارين لقيادة طائرة بها 9 مقاعد أو أكثر للركاب.
ليست كل الأنشطة التي تنطوي على أجر الطيار تتطلب رخصة طيار تجاري. على سبيل المثال، في أوروبا، من الممكن أن تصبح مدرب طيران مدفوع الأجر برخصة طيار خاصة فقط. ومع ذلك، تعتبر تعليمات الطيران في المملكة المتحدة عملية تجارية.
الغرض من الرحلة، وليس الطائرة أو الطيار، هو الذي يحدد ما إذا كانت الرحلة تجارية أم خاصة. على سبيل المثال، إذا كان طيار مرخص له تجاريًا يقود طائرة لزيارة صديق أو لحضور اجتماع عمل، فستكون هذه رحلة خاصة. على العكس من ذلك، يمكن للطيار الخاص أن يطير قانونًا بطائرة مُجمعة متعددة المحركات تحمل ركابًا لأغراض غير تجارية (لا يتم دفع أي تعويض للطيار، ونسبة أو جزء أكبر من نفقات تشغيل الطائرة يدفعها الطيار).

## تاريخ

### الولايات المتحدة

#### الأصول

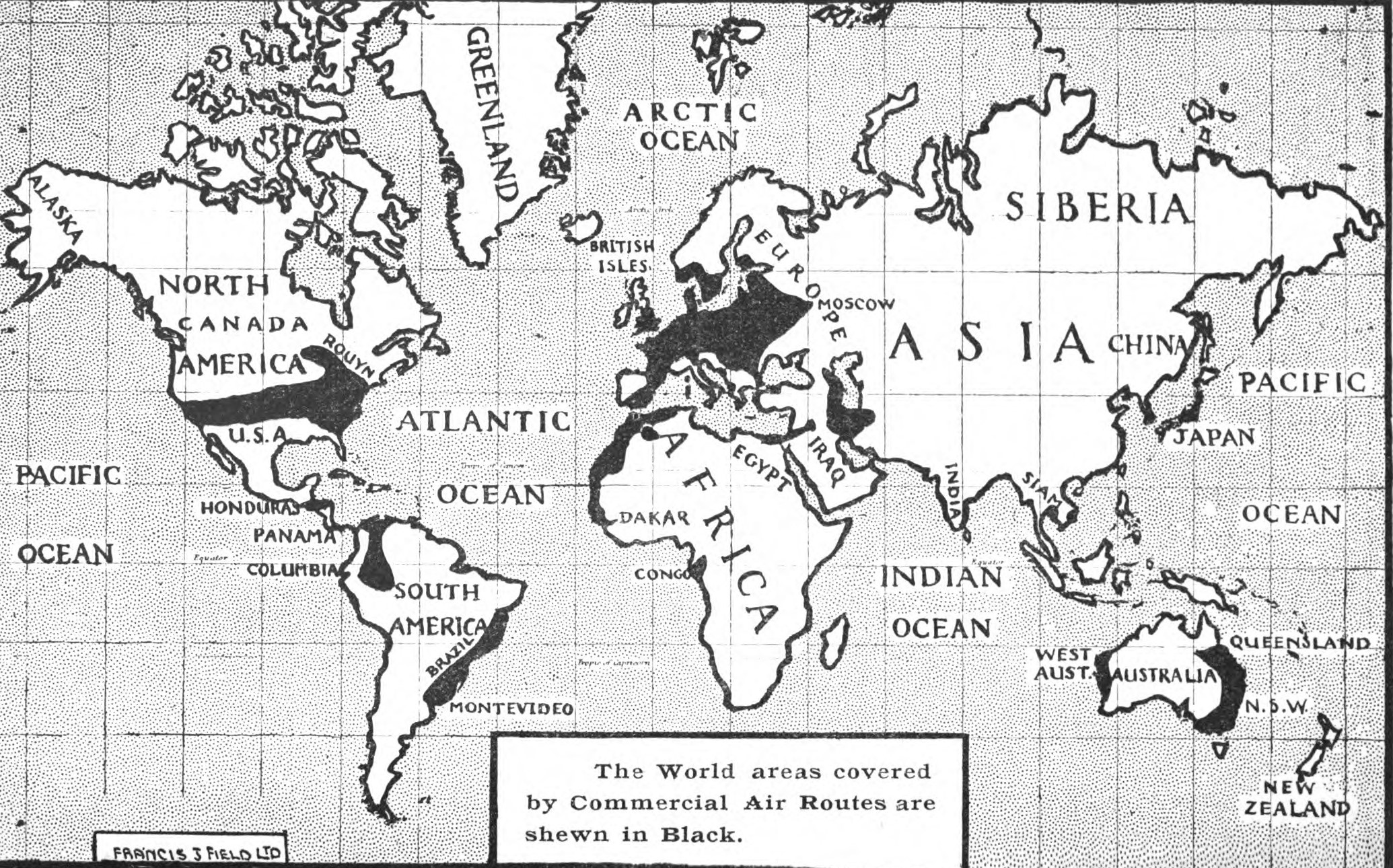
المناطق التي تغطيها الطرق الجوية التجارية عام 1925

كان هاري برونو وخوان تريبي من أوائل المروجين للطيران التجاري.
بدأ قانون التجارة الجوية لعام 1926 في تنظيم الطيران التجاري من خلال وضع المعايير والتسهيل والترويج. تم إنشاء فرع طيران في وزارة التجارة مع تعيين وليام بي ماكراكين جونيور كمدير. ولتعزيز الطيران التجاري، أخبر أعضاء مجلس المدينة أن «المجتمعات بدون مطارات ستكون مجتمعات بدون بريد جوي».
وفي كتابه لـمجلة «كولير» (Collier's) في عام 1929، أشار إلى أن «الطيران التجاري هو أول صناعة مستوحاة من اعجاب الأبطال ومبنية على الأبطال». استشهد بالترويج للطيران في أمريكا الجنوبية من قبل هربرت دارج في أوائل عام 1927. قام تشارلز ليندبيرغ بعد رحلته عبر المحيط الأطلسي عام 1927، بجولة في 48 دولة دفعت تكاليفها مؤسسة غوغنهايم لتعزيز الملاحة الجوية.

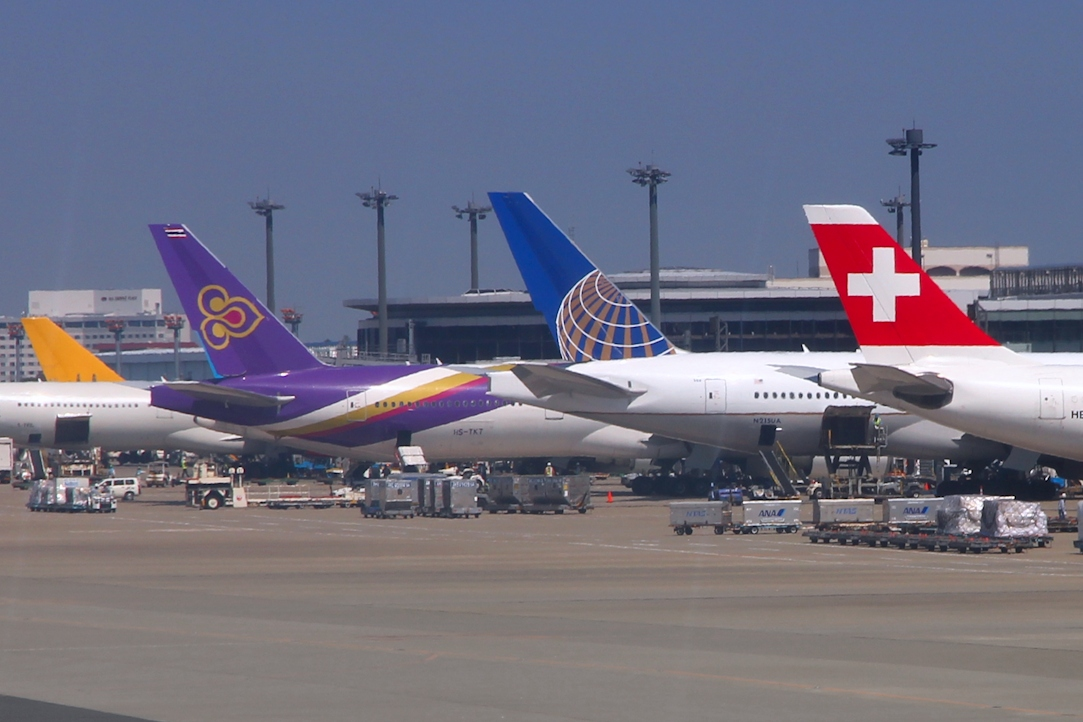
مجموعة متنوعة من الطائرات التجارية في مطار طوكيو ناريتا

تم تكليف فرع الطيران بإصدار تراخيص الطيارين التجاريين وشهادات الصلاحية للطيران والتحقيق في الحوادث الجوية.

#### بعد عام 1945

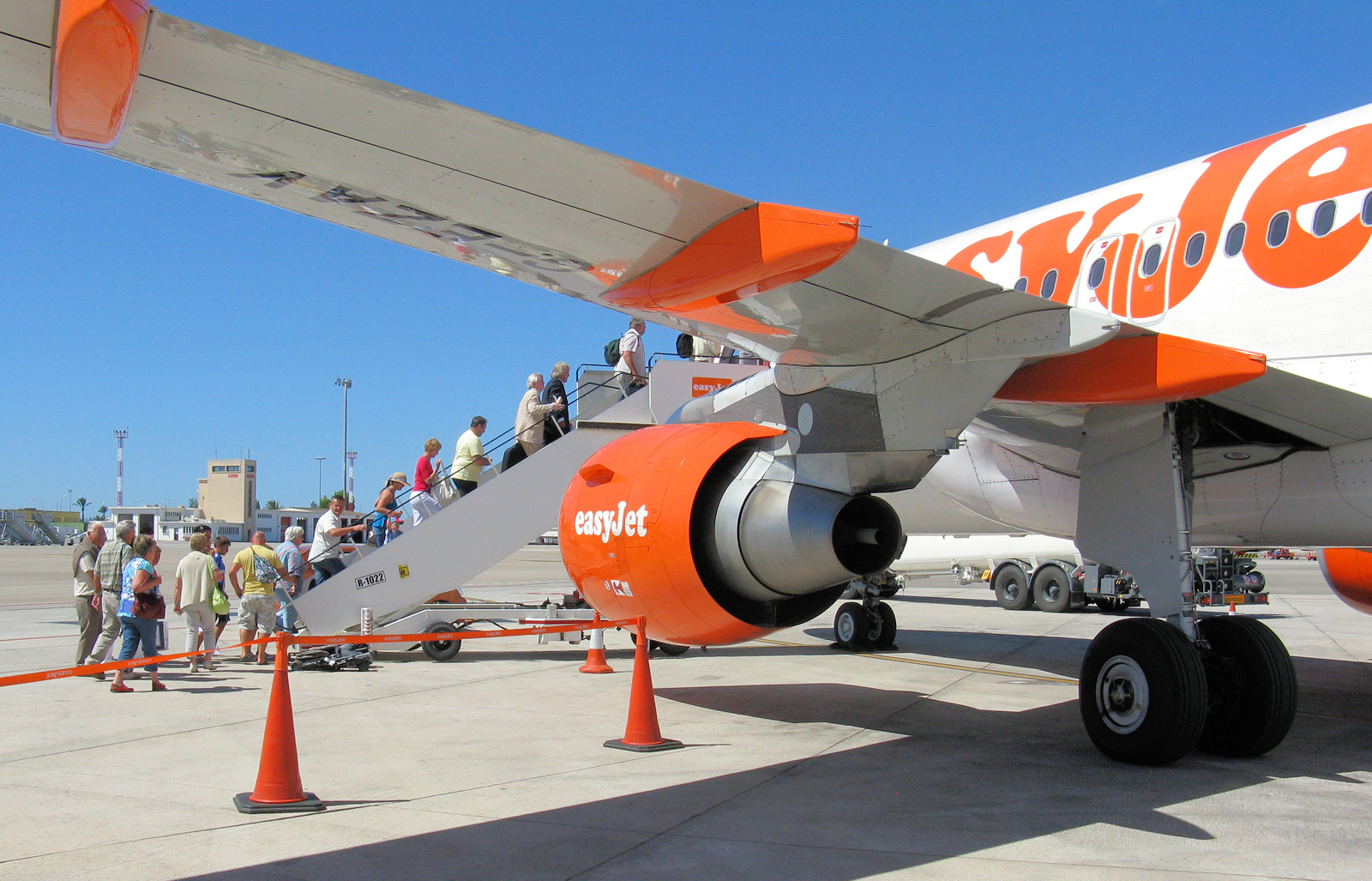
طيران تجاري في بالما، مطار مايوركا بإسبانيا. ركاب على متن طائرة إيزي جيت إيرباص A320 (2010)

بعد الحرب العالمية الثانية، نما الطيران التجاري بسرعة، حيث استخدم في الغالب الطائرات العسكرية السابقة لنقل الأشخاص والبضائع. يمكن استخدام الخبرة المستخدمة في تصميم القاذفات الثقيلة مثل بي-29 وأفرو لانكاستر لتصميم الطائرات التجارية الثقيلة. صُنعت طائرة دوغلاس دي سي-3 أيضًا لرحلات تجارية أسهل وأطول. كانت أول طائرة نفاثة تجارية تطير هي البريطانية دي هافيلاند كوميت. بحلول عام 1952، أدخلت شركة الطيران البريطانية الحكومية BOAC كوميت في الخدمة المجدولة. بينما كان إنجازًا تقنيًا، عانت الطائرة من سلسلة من الإخفاقات العلنية للغاية، مثل شكل النوافذ أدى إلى تشققات بسبب إجهاد المعادن. نتج الإجهاد عن دورات الضغط وإزالة الضغط في المقصورة، وأدى في النهاية إلى فشل كارثي في جسم الطائرة، بحلول الوقت الذي تم فيه التغلب على المشاكل، كانت تصاميم الطائرات النفاثة الأخرى قد حلقت بالفعل في السماء.

### أمريكا اللاتينية

#### قبل الحرب
استوحي من اللاعبين الرئيسيين في صناعة الطيران، مثل الولايات المتحدة والاتحاد السوفيتي وروسيا وفرنسا وبريطانيا. في عام 1910، كانت البرازيل والأرجنتين من أوائل دول أمريكا اللاتينية التي تمتلك أدوات الطائرات التي لم تكن كلها محلية الصنع، ومع ذلك كانت الطائرات مجمعة محليًا. في ذلك الوقت، كان العديد من الأفراد مهتمين بأن يكونوا طيارين في بلدان أمريكا اللاتينية، ومع ذلك لم تكن هناك موارد وتمويل كافيين لدعم وتعزيز المصالح الفضلى لصناعة الطيران. وسط هذه العقبات، بذلت الأرجنتين وجمهورية الدومينيكان جهودًا في إنشاء طيران نفاث بدلاً من إنشاء طائرات مروحية واستخدامها. في عام 1944، صاغت اتفاقية شيكاغو للطيران المدني الدولي التي حضرتها جميع دول أمريكا اللاتينية باستثناء الأرجنتين بنود قانون الطيران. دفع إدخال المقاتلة النفاثة F-80 من قبل الولايات المتحدة في عام 1945 دول أمريكا اللاتينية بعيدًا عن تطوير صناعة الطيران لأنه كان مكلفًا ببساطة إعادة إنشاء التكنولوجيا المتطورة لطائرة F-80. 

#### ما بعد الحرب
تم تشكيل لجنة الطيران المدني لأمريكا اللاتينية (LACAC) في ديسمبر 1973 «بهدف تزويد سلطات الطيران المدني في المنطقة بإطار عمل مناسب للتعاون وتنسيق الأنشطة المتعلقة بالطيران المدني». في عام 1976، كان حوالي سبعة بالمائة من سكان العالم يسجلون دخولهم في أمريكا اللاتينية ومنطقة البحر الكاريبي. وساهم ذلك في زيادة متوسط المعدل السنوي للحركة الجوية. بعد ذلك، أصبح عامل تحميل الركاب الأعلى ربحية هذه الخطوط الجوية.
وفقًا لـ (C. Bogolasky)، ساهمت اتفاقيات تجميع شركات الطيران بين شركات طيران أمريكا اللاتينية في تحسين الأداء المالي لشركات الطيران. وتتعلق المشاكل الاقتصادية بـ «تنظيم سعة شركات الطيران، وتنظيم العمليات غير المجدولة، وتطبيق التعريفة، وتكاليف التشغيل المرتفعة، ومعدلات الركاب والبضائع».

## المسؤولية الاجتماعية للشركات
تشمل المسؤولية الاجتماعية للشركات (CSR) مظلة مسؤوليات المنظمة تجاه مجتمعها وأصحاب المصلحة والمساهمين. تفي المنظمات المسؤولة اجتماعيًا بالتزاماتها الثلاثية وتكرس الجهود لتقليل التأثير السلبي على أصحاب المصلحة والمساهمين. وفقًا لـ «هرم المسؤولية الاجتماعية للشركات» من تأليف أرشي بي كارول، هناك أربع خطوات للمسؤولية الاجتماعية. أولاً، تتمثل المسؤولية الاقتصادية للمؤسسة في تحقيق الربح وتعظيم نمو المنظمة. ثانيًا، تتمثل المسؤولية القانونية للمؤسسة في الامتثال لجميع القوانين واللوائح. ثالثًا، المسؤولية الأخلاقية للمؤسسة لإنشاء واتباع معايير اتخاذ القرار الصحيح مع مراعاة كيفية تأثيرها على جميع أصحاب المصلحة. رابعًا، المسؤولية الخيرية لمنظمة ما لمساعدة المجتمع وأصحاب المصلحة من خلال «رد الجميل».  يحدد مدى الوفاء بالمسؤوليات الأربع المواطنة المؤسسية للمؤسسة.
كانت خطوط دلتا الجوية وشركة لاتام الجوية شركتا الطيران الوحيدتان المدرجتان في مؤشر داو جونز للاستدامة.  لاتام هي شركة الطيران الوحيدة في العالم التي حققت درجات 100٪ من حيث الكفاءة والموثوقية واستراتيجية المناخ في تقييم استدامة الشركة. تروجلاتام لمواطنة الشركة في تقرير الاستدامة لعام 2016. تنتمي أمريكا اللاتينية إلى 6 دول هي الأرجنتين وكولومبيا والبرازيل والإكوادور وتشيلي وبيرو. تمثل أمريكا اللاتينية 95٪ من الحركة الجوية في أمريكا الجنوبية.